# Anson Shupe
Anson D. Shupe (21. ledna 1948 – 6. května 2015) byl americký sociolog, který se specializoval na problematiku nových náboženských hnutí a především antikultovních hnutí. Byl profesorem na univerzitě v americké Indianě. Doktorát obdržel roku 1975 na Indianské univerzitě. v sedmdestátých letech také publikoval své první odborné studie ve vědeckých časopisech. Mezi jeho nejznámější práce patří The New Vigilantes: Deprogrammers, Anti-Cultists and the New Religions, kterou napsal společně s Davidem G. Bromleym.